# Finiq
Finiq là một xã trong quận Delvinë thuộc hạt Vlorë, Albania. Dân số năm 2005 là 738 người.